# James Theobald
James Theobald (1829-1894) foi um político conservador britânico de Essex, que representou Romford na Câmara dos Comuns do Reino Unido de 1886 a 1894. Fez 79 contribuições ao longo da sua carreira como representante.